# Rowista
Rowista est une localité polonaise de la gmina rurale de Konarzyny située dans le powiat de Chojnice en voïvodie de Poméranie. Elle se trouve à environ 18 km au nord-ouest de Chojnice et 102 km au sud-ouest de la capitale régionale Gdańsk.

## Géographie

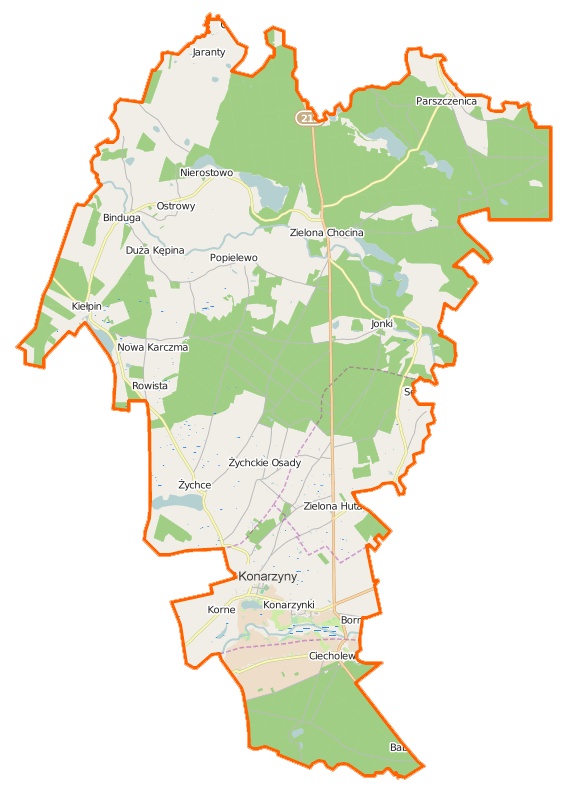
Carte de la gmina de Konarzyny.